# Alliopsis moerens
Alliopsis moerens är en tvåvingeart som först beskrevs av Zetterstedt 1838.  Alliopsis moerens ingår i släktet Alliopsis och familjen blomsterflugor. Arten är reproducerande i Sverige. Inga underarter finns listade i Catalogue of Life.